# Ingrid Barck-Gustafsson
Ingrid Barck-Gustafsson, född 5 april 1918 i Eskilstuna, död 7 juni 2004, var en svensk konstnär.
Barck-Gustafsson studerade vid Colourmålarskola i Eskilstuna. Hennes konst består av blomsterstilleben, porträtt och landskap i ett naturalistiskt och kraftfullt måleri. Barck-Gustafsson är representerad vid ett flertal kommuner och landsting.